# O Silêncio dos Amantes
O Silêncio dos Amantes é um livro de contos da escritora brasileira Lya Luft, publicado em 2008.
Marca a volta da escritora à literatura de ficção depois de quase dez anos. O tema do livro é a dor gerada pela ausência de comunicação entre pessoas em relacionamentos amorosos e familiares.